# Maria Rosa la guardona
Maria Rosa la guardona è un film del 1973 diretto da Marino Girolami con lo pseudonimo di Franco Martinelli.

## Trama
La campagnola Maria Rosa viene assunta come cameriera in un albergo di seconda categoria a Roma. Un buco nel muro dietro lo specchio della sua camera le permette di osservare, insieme ad un collega portabagagli sempre eccitato, quello che succede.